# Disney's Nine Old Men
Disney's Nine Old Men var en grupp på nio animatörer på The Walt Disney Company som stod Walt Disney nära. Namnet "Nine Old Men" gavs till dem av Disney själv, som en ordvits på namnet Franklin D. Roosevelt gav de nio domarna vid USA:s högsta domstol. Uttrycket började användas internt i samband med studions flytt till Burbank och den följande omorganisationen i arbetsgruppen. Efter Walt Disneys död snappade massmedia upp uttrycket och använde det som ett tydligt och populärt tecken på att Disneys anda levde kvar i arbetet och produkterna från studion.
Tillsammans skapade de nio flera kända scener och figurer i Disneys filmer, från Snövit och de sju dvärgarna fram till Bernard och Bianca.
Alla nio blev utnämnda till Disney Legends 1989.

## Medlemmarna i Nine Old Men
- Les Clark (17 november 1907 - 12 september 1979) började arbeta på Disney 1927 och debuterade som animatör i kortfilmen Skelettdansen.[3] Han specialiserade sig sedermera på att animera Musse Pigg.[2]

- Marc Davis (30 mars 1913 - 12 januari 2000) började arbeta på Disney under arbetet med Snövit 1935 och skapade flera välkända figurer, som Tingeling i Peter Pan, Den onda fén i Törnrosa och Cruella de Vil i Pongo och de 101 dalmatinerna.[3]

- Ollie Johnston (31 oktober 1912 - 14 april 2008) började på Disney 1935 samtidigt som sin bästa vän Frank Thomas. Johnston skapade bland annat styvsystrarna i Askungen och Herr Smee i Peter Pan.[2]

- Milt Kahl (22 mars 1909 - 19 april 1987) började 1934 och ett av hans tidigaste verk vid studion var kortfilmen Musse Mekanikus.[3] Han skulle senare ha huvudansvaret för flera Disneyskurkar, däribland Shere Khan i Djungelboken och Madame Medusa i Bernard och Bianca.[2]

- Ward Kimball (4 mars 1914 - 8 juli 2002) började liksom Kahl 1934 och inriktade sig främst på att göra galna och överdrivna figurer, som Smilkatten och Hattmakaren i Alice i Underlandet.[2]

- Eric Larson (3 september 1905 - 25 oktober 1988) började arbeta på Disney 1933 och skapade bland annat sekvensen där barnen flyger till Landet Ingenstans i Peter Pan. Efter Walt Disneys död 1966 fick Larson ansvaret att leta reda på nya talanger och träna upp dem, ett arbete han fortsatte med fram till pensioneringen 1986.[3]

- John Lounsbery (9 mars 1911 - 13 februari 1976) började 1935 med arbete på Snövit. Han specialiserade sig sedan på att göra Pluto-kortfilmer, men var även ansvarig för figurer som Ärlige John i Pinocchio, Timothy i Dumbo och Tony i Lady och Lufsen.[3]

- Wolfgang Reitherman (26 juni 1909 - 22 mars 1985) började på Disney 1935 med arbete på kortfilmen Och jula vara skall till påska!. Han kom sedermera att animera "actionscener", som scenen i Pinocchio där valen jagar Pinocchio och Gepetto. Reitherman arbetade även som regissör, bland annat på filmerna Svärdet i stenen och Djungelboken.[3]

- Frank Thomas (5 september 1912 - 8 september 2004) började arbeta på Disney 1934 i samma veva som sin bästa vän Ollie Johnston. Han animerade flera skurkar, bland annat Askungen styvmor i Askungen och Kapten Krok i Peter Pan.[2]